# Skottkärran
Skottkärran är en samlagsställning där kvinnan ligger på mage på till exempel ett bord och den andra står bakom, mellan personens särade ben, och för in fingrar, dildo eller penis i slidan bakifrån. Den liknar på det sättet hundställningen, med skillnaden att kvinnan här ligger ner.